# Hockey Series 2018-2019 (vrouwen)
De Hockey Series 2018-2019 voor vrouwen is de eerste editie van de hockeycompetitie. De competitie gaat van start in juni 2018 en eindigt in juni 2019. Via de competitie kunnen zes landen zich kwalificeren voor de play-offs voor de Olympische Spelen van 2020.

## Opzet
Alle landen die bij de FIH zijn aangesloten, behalve de negen deelnemers aan de Hockey Pro League, kunnen zich inschrijven. Alle landen starten in de eerste ronde, de Hockey Series Open, behalve de negen beste landen volgens de wereldranglijst van 9 juni 2017. Die landen zijn direct geplaatst voor de tweede ronde; de Hockey Series Finals.
Ten minste 15 landen plaatsen zich via de Series Open voor de Series Finals via een van de zes toernooien. De 24 landen die in de Series Finals spelen, worden ingedeeld in drie groepen van acht. De beste twee landen per groep plaatsen zich voor de play-offs.   

### Hockey Series Open
| Data                  | Locatie               | Teams                                                     | Aantal plaatsen in Finals | Geplaatst voor Finals         |
| --------------------- | --------------------- | --------------------------------------------------------- | ------------------------- | ----------------------------- |
| 5–10 juni 2018        | Mexico, Salamanca     | Canada Guatemala Mexico Panama Puerto Rico                | 2                         | Canada Mexico                 |
| 23 juni – 1 juli 2018 | Singapore             | Hongkong Indonesië Kazachstan Maleisië Singapore Thailand | 2                         | Maleisië Thailand             |
| 6–8 juli 2018         | Frankrijk, Wattignies | Frankrijk Oostenrijk Rusland Wit-Rusland                  | 3                         | Wit-Rusland Rusland Frankrijk |
| 13–18 augustus 2018   | Vanuatu, Port Vila    | Fiji Salomonseilanden Tonga Vanuatu                       | 1                         | Fiji                          |
| 21–26 augustus 2018   | Litouwen, Vilnius     | Tsjechië Litouwen Oekraïne Turkije Wales                  | 3                         | Oekraïne Tsjechië Wales       |
| 18–23 september 2018  | Chili, Santiago       | Bolivia Brazilië Chili Paraguay Peru Uruguay              | 2                         | Chili Uruguay                 |
| 7–9 december 2018     | Zimbabwe, Bulawayo    | Namibië Zambia Zimbabwe                                   | 1                         | Namibië                       |
| Aangewezen door FIH   | Aangewezen door FIH   | Aangewezen door FIH                                       | 1                         | Singapore*                    |
| Totaal                | Totaal                | Totaal                                                    | 15                        |                               |

*In eerste instantie was Oostenrijk aangewezen, waarschijnlijk als land dat als hoogste stond op de wereldranglijst maar zich niet via de Open-Series wist te kwalificeren. Oostenrijk had geen interesse of zegde af waardoor Singapore vervolgens werd aangewezen.

### Hockey Series Finals
Vierentwintig landen spelen in de Hockey Series Finals. Ze zijn in drie groepen verdeeld. Rechtstreeks geplaatst zijn de beste negen landen van de wereldranglijst die niet meedoen aan de Hockey Pro League. De overige 15 landen plaatsten zich van de Hockey Open Series. De beste twee van elke groep plaatsen zich voor de olympische play-off. Wanneer Japan (direct geplaatst als gastland), Schotland of Wales (olympische kwalificatie voor Groot-Brittannië loopt via het Engelse team) bij de eerste twee eindigen, wordt de vrijgekomen plek op basis van de wereldranglijst van september 2019 ingevuld.
| Data            | Locatie          | Gekwalificeerde teams        | Gekwalificeerde teams                          | Aantal plaatsen in play-off | Gekwalificeerd voor play-off |
| Data            | Locatie          | Via ranglijst                | Via Open Series                                | Aantal plaatsen in play-off | Gekwalificeerd voor play-off |
| --------------- | ---------------- | ---------------------------- | ---------------------------------------------- | --------------------------- | ---------------------------- |
| 8-16 juni 2019  | Ierland, Dublin  | Ierland Schotland Zuid-Korea | Frankrijk Maleisië Oekraïne Singapore Tsjechië | 2                           | Ierland Zuid-Korea           |
| 15-23 juni 2019 | Japan, Hiroshima | India Japan Polen            | Chili Fiji Mexico Rusland Uruguay              | 1*                          | India                        |
| 19-27 juni 2019 | Spanje, Valencia | Italië Spanje Zuid-Afrika    | Canada Namibië Thailand Wales Wit-Rusland      | 2                           | Canada Spanje                |
| Totaal          | Totaal           | Totaal                       | Totaal                                         | 5                           |                              |

* Omdat Japan bij de eerste twee eindigde, kwalificeerde zich maar één team en wordt de vrijgekomen plaats ingedeeld op basis van de wereldranglijst.
Mannen:
Series Open ·
Series Finals
Vrouwen:
Series Open ·
Series Finals